# Musaranya de Glass
La musaranya de Glass (Crocidura glassi) és una espècie de la família de les musaranyes (Soricidae) que viu a Etiòpia. El seu hàbitat, d'àmbit restringit, es veu amenaçat pels incendis i el sobrepasturatge del bestiar.